# Радиоимунотерапија
Радиоимунотерапија  (РИТ)  је облик биолошки циљаног радиофармацеутског третмана у коме је радиоактивни изотоп (обично кратког домета, високоенергетски бета емитер) хемијски везан за моноклонско антитело или фрагмент врши испоруку цитотоксичног зрачења циљној ћелији. Тиме се постиже да се комбиновањем радиоимунокоњугата  са изузетно циљаним специфичим хуморалним имуним системом са познатом моћи убија рак високоенергетском радиотерапијом. 

## Опште информације
Радиоимунотерапији рака, антитело са специфичношћу за антиген повезан са раком (тумором) користи се за испоруку смртоносне дозе зрачења ћелијама рака. Способност антитела да се специфично веже за антиген повезан са раком повећава дозу која се испоручује туморским ћелијама док истовремено смањује дозу за нормална ткива. Пре,а томе по својој природи, РИТ захтева ћелију рака да изрази антиген који је јединствен за неоплазму али није доступан у нормалним ћелијама.

## Лекови у тренутној употреби
Тренутно су два средства за радиоимунотерапију у потпуности одобрена за комерцијалну употребу: 
90Итријум ибритумомаб тиуксетан, је лек који је после скоро три деценије са малим променама у лечењу Б-ћелијског не-Ходчкиновог лимфома, као додатак имунотерапији имао дубок утицај на лечење ове групе болести.
131Јод тоситумомаб, као врста радиоимунокоњугата, у облику моноклонског антитела тоситумомаба који је везан за радиоактивну супстанцу 131Јод.
Оба једињења циљају на површински молекул ЦД20 који се налази на нормалним и малигним Б ћелијама, и оба су медицински индикована за лечење индолентног Б-ћелијског лимфома и сродних стања. 
Клинички резултати су одлични:
- стопом потпуног одговора је 20-40%
- стопа укупног одговора је 60-80%,
- док је токсичност обично прилично блага.

Садашња истраживања  покушавају да истраже биологију ових једињења и да прошире спектар ЦД20+ болести које би се могле лечити коришћењем једног или оба ова активна средства. Истовремено, ради се на постизању истих одличних клиничких резултата коришћењем антитела специфичних за друге, чешће епителне туморе.

## РИТ у даљем истраживању
Како РИТ може произвести значајне одговоре код пацијената са релапсом фоликуларног лимфома, укључујући оне пацијенте рефракторне на ритуксимаб. Место РИТ-а као појединачног лека прве линије или узастопно са хемотерапијом треба да се одреди добро осмишљеним клиничким испитивањима. Резултати велике рандомизоване интергрупне студије можда неће бити доступни неколико година. Такође је вероватно да ће даљим разјашњавањем интеракције обележених и необележених моноклонских антитела и дефинисањем механизма деловања ових агенаса на ћелијску сигнализацију постати стварност научно образложење за дизајнирање оптималне употребе ових агенаса. За лимфоме, чини се да је апоптоза критичан пут за ћелијску смрт и вероватно ће се показати да радиоимунотерапија има улогу у апоптотској ћелијској смрти путем механизама ћелијске комуникације.